# Villatuerta
Villatuerta es una villa y municipio español de la Comunidad Foral de Navarra, situado en la merindad de Estella, en la comarca de Estella Oriental y a 40 km de la capital de la comunidad, Pamplona, a la que le une la Autovía del Camino (A-12). Su población en 2024 fue de 1268 habitantes (INE).

## Toponimia
El nombre de Villatuerta, claramente de origen románico, está relacionado con tortus ‘torcido, curvo’ y vendría a significar ‘villa torcida, sinuosa o tortuosa’.
Llama la atención la presencia de un nombre romance en pleno territorio vascófono, rodeado de topónimos de origen vasco (Legardeta, Arandigoyen, Lorca, Oteiza...). Parece ser que esta denominación fue impulsada desde la administración del Reino, que acabó por sustituir a un antiguo Arandibarren, en contraposición al cercano Arandigoien. De esta forma, Arandigoien ("parte más alta allende el agua") y Arandibarren ("parte más baja allende el agua") nombrarían a los dos pueblos situados a orillas del río Irache, distinguiéndolos según su altura.
Algunos vascohablantes utilizan Bilatorta como versión vasca del topónimo, si bien Euskaltzaindia no lo recomienda por carecer de base histórica.

## Geografía
Pertenece a la comarca de Tierra Estella.

### Barrios
El río Iranzu, afluente del Ega, divide el pueblo en dos zonas o barrios, el barrio de abajo y el de arriba. El barrio de arriba abarca el casco antiguo de la localidad, con la iglesia parroquial, el ayuntamiento y el frontón viejo o rebote. Se han desarrollado algunas urbanizaciones nuevas entre el casco antiguo y la carretera de Estella a Tafalla.
El barrio de abajo, de construcción más nueva, cuenta con numerosas viviendas edificadas en los últimos años, además del colegio público, las instalaciones deportivas, el estanco, la sucursal de la Caja Rural, la farmacia y el centro de salud.
El barrio de Ugarca con una urbanización de reciente construcción está alejado del casco urbano al otro lado de carretera NA-1110.
Pertenece a Villatuerta el término de Legardeta.

### Localidades limítrofes
Al norte, limita con el valle de Yerri, al sur con Aberin y Oteiza, al este con Cirauqui y Mendigorría y al oeste con Estella.

## Historia
En su término municipal han aparecido restos de la época romana, como es el caso de una lápida funeraria romana con la inscripción: «Octavia, hija de Pudente, de 30 años, está enterrada aquí» que seconserva en el Museo de Navarra. Pero el desarrollo de la villa se halla vinculado a las peregrinaciones a Compostela, ya que fue paso importante en el Camino de Santiago durante la Edad Media, como lo atestigua el puente románico sobre el río Iranzu y la gran cantidad de ermitas que se levantaron en el municipio.
El Camino de Santiago discurría de Villatuerta a Irache por el término de Zarapuz, hasta que en el 1090 se funda Estella y se desvía el Camino de Santiago para que pase por la ciudad del Ega.
Villatuerta fue un feudo que pasó de unos señores a otros. Sus habitantes eran labriegos, aunque parece ser que también hubo algún linaje noble viviendo en el pueblo.

## Demografía
Villatuerta cuenta con una población de 1268 habitantes (INE 2024).
| Gráfica de evolución demográfica de Villatuerta entre 1842 y 2021                                                   |
| |
| Población de derecho según los censos de población del INE Población de hecho según los censos de población del INE |

En los últimos años el pueblo ha experimentado un incremento demográfico muy importante, fruto de un desarrollo urbanístico ordenado y de su cercanía a la localidad de Estella, que dista sólo 4 km, y tiene más de 13 000 habitantes. Asimismo, la construcción de la Autovía del Camino (A-12) ha favorecido la llegada de personas desde la Cuenca de Pamplona en busca de viviendas unifamiliares a precios asequibles. A 1 de enero de 2024 la localidad contaba con 1268 habitantes empadronados.

## Economía
La economía de Villatuerta se ha visto muy modificada desde los años 1970. Antes el sector predominante era el primario, destacando sobre todo la agricultura de secano (cereales, etc.). Debido a la falta de suelo industrial en la vecina localidad de Estella, hacia 1970 se instalaron aquí varias fábricas que dieron trabajo a la población en este sector productivo, relegando a la agricultura y la ganadería a un lugar secundario, aunque aún sirve de actividad principal a algunas familias. La superficie de dicha zona fue de 253 000 m² con una treintena de empresas.
En 1993 se creó el polígono de San Miguel que con sus 180 000 m² se planteó como una ampliación del anterior lo que ha facilitado el establecimiento de treinta y siete compañías más. La superficie de este polígono se completó en enero del 2006.
A principios del año 2006, el Ayuntamiento de Villatuerta comenzó a gestionar una nueva superficie industrial en el término municipal, para seguir favoreciendo el desarrollo de la merindad, y para continuar creando riqueza que repercutiera en el beneficio de todos. 
Actualmente, Villatuerta cuenta con tres zonas industriales en su término municipal (Legardeta, San Miguel Viejo y San Miguel Nuevo), en las que están establecidas industrias tan importantes como Gráficas Estella y Gráficas Lizarra (artes gráficas) o Renolit (transformado del plástico).
En el Boletín Oficial de Navarra de 7 de enero de 2009 se aprueba definitivamente el proyecto de Modificación puntual de carácter estructurante de las Normas Subsidiarias de Planeamiento, Área de Reparto AR-2, Área de actividad Económica, así como las normas urbanísticas que se contienen en dicho proyecto.

## Administración y política
Villatuerta conforma un municipio el cual está gobernado por un ayuntamiento de elección democrática desde 1979. El consistorio estaba compuesto hasta las elecciones de 2011 por 7 miembros elegidos en las elecciones municipales según está dispuesto en la Ley Orgánica del Régimen Electoral General. En ese año el aumento poblacional experimentado por Villatuerta hizo que el ayuntamiento pasara a estar integrado por 9 concejales. La sede del consistorio está situada en la calle Rúa Nueva, 22.
| Periodo   | Nombre                       | Partido | Partido                                  |
| --------- | ---------------------------- | ------- | ---------------------------------------- |
| 2005-2007 | Iñaki Suso Espadas           |         | Agrupación El Encinal (AE)               |
| 2007-2009 | Patxi Martínez Urritzelki    |         | Agrupación El Encinal (AE)               |
| 2009-2011 | Francisco Ortega Gallardo    |         | Agrupación El Encinal Herri Taldea (AE)  |
| 2011-2015 | María José Fernández Aguerri |         | Partido Socialista de Navarra (PSN-PSOE) |
| 2015-2019 | Asier Urra Ripa              |         | Agrupación El Encinal Herri Taldea (AE)  |
| 2019-2020 | José María Ocáriz Basarte    |         | Partido Socialista de Navarra (PSN-PSOE) |
| 2020-act. | María José Calvo Meca        |         | Partido Socialista de Navarra (PSN-PSOE) |

| Partido político                         | 2019  | 2019       | 2015  | 2015       | 2011  | 2011       | 2007  | 2007       |
| Partido político                         | %     | Concejales | %     | Concejales | %     | Concejales | %     | Concejales |
| Partido Socialista de Navarra (PSN-PSOE) | 69,12 | 9          | 41,93 | 4          | 51,05 | 5          | —     | —          |
| Agrupación El Encinal Herri Taldea (AE)  | —     | —          | 52,80 | 5          | 41,49 | 4          | 63,64 | 7          |

## Cultura
La vida cultural de Villatuerta es animada por los diferentes colectivos del pueblo. La Asociación de Jubilados dinamiza la vida de este colectivo. La Asociación Socio-Cultural Iranzu organiza sus propios ciclos a lo largo del año dirigidos hacia las mujeres del municipio.
El Ayuntamiento de Villatuerta organiza, habitualmente entre los días 24 de diciembre y 5 de enero, una semana cultural, en la que se celebran charlas para todos los colectivos, exposiciones, talleres, teatros y otros actos. La Asociación Juvenil Otzalder se ocupa de las actividades de la juventud. Otros colectivos se encargan de organizar el Olentzero y de la Cabalgata de Reyes Magos. La Asociación Irriherri, se ocupa de las actividades en euskera.
Un aspecto cultural de Villatuerta, diferente, se refiere a su patrón San Veremundo. Debido a disputas con un pueblo cercano (Arellano), en relación con el lugar de nacimiento del santo, se llegó a una fórmula compartida para contar con los restos. Así cada cinco años la urna que guarda los restos viaja de una localidad a otra, pasando por el Monasterio de Irache, donde San Veremundo fue Abad.

### Patrimonio

#### Monumentos religiosos
- Iglesia parroquial de la Anunciación de Nuestra Señora. Inicialmente fue un templo románico, del que únicamente se conservan testimonios en la torre. En el transcurso de las guerras fronterizas con Castilla, en 1378 y 1460 la iglesia sufrió graves, por lo que se construyó la actual de estilo gótico. Tiene una nave de tres tramos con cabecera pentagonal. Junto al crucero se construyeron posteriormente cuatro capillas laterales[10] mientras que la sacristía es del siglo XVIII. El retablo mayor, obra de Pedro Izquierdo y del escultor Juan Imberto III, está fechado a mediados del siglo XVII.[11]
- Ermita de San Miguel, restos de un antiguo monasterio. Es importante por sus relieves iconográficos, en arenisca, conservados hoy en el Museo de Navarra, en Pamplona.
- Cruz inmaculista sobre fuste cilíndrico de vieja cantería en el cruce de caminos que iban a Grocin y Arandigoyen. Cercano a este crucero parece que existió una ermita dedicada a San Marcos.
- Ermita de San Román en el casco del pueblo (en la calle San Veremundo), rehabilitada en el 2014 como local cultural municipal.

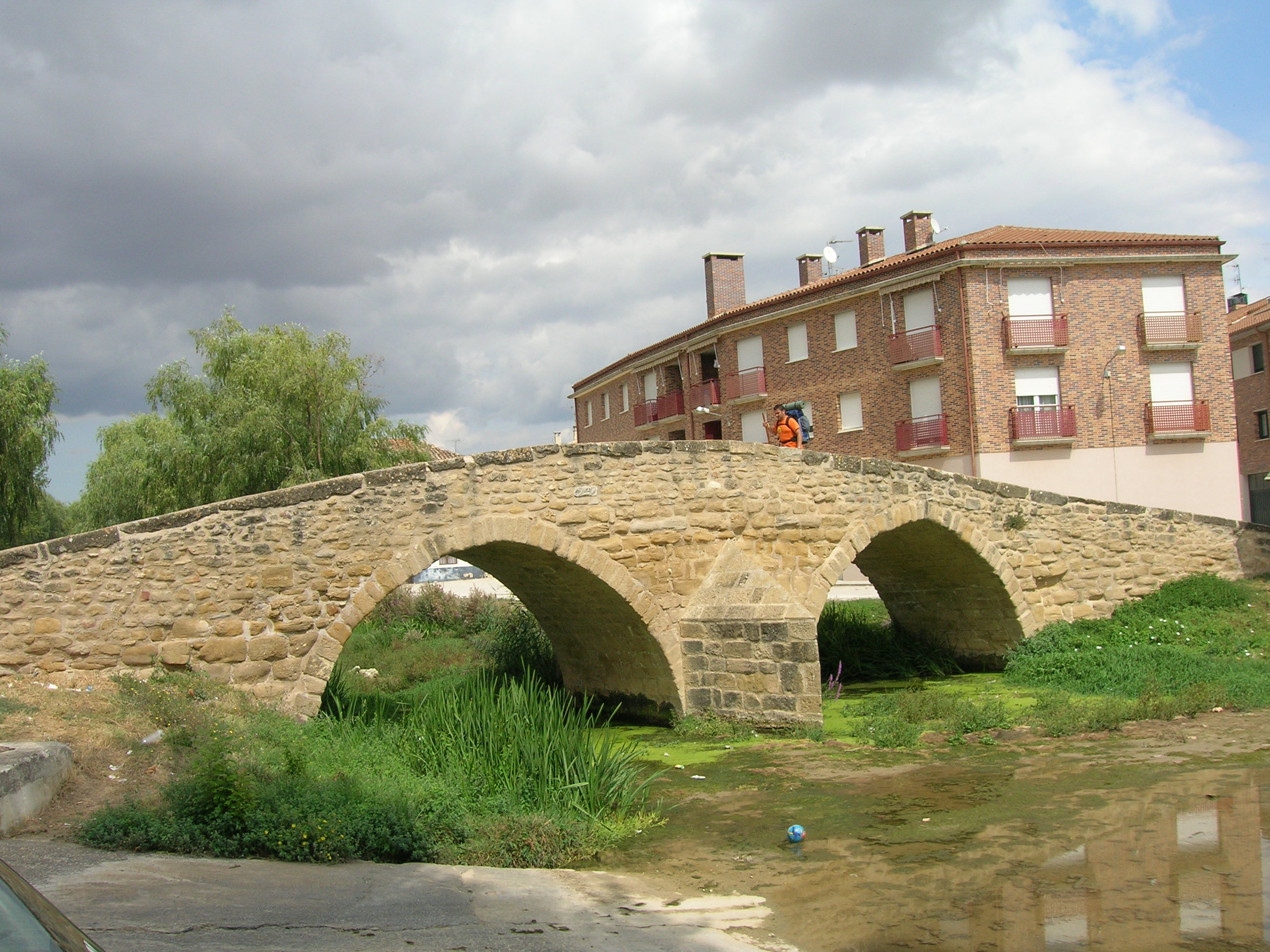
Puente medieval (S. XIII)

- Ermita de Santa María. Tuvo una imagen románica, de la Virgen con el Niño, posiblemente de finales del siglo XI,[12] la cual posteriormente, en época gótica, fue forrada con plata. Se vendió hacia 1880 sin que se conozca su paradero.[13]

#### Monumentos civiles
Puente medieval de dos ojos de medio punto, en el centro del casco urbano, que cruza el río Iranzu.

### Deporte
En la localidad desarrollan sus actividades dos grupos deportivos, el Club Ciclista Ondalán, que tiene varios equipos ciclistas de categorías benjamines e infantiles, y el Club Deportivo Ondalán, que mantiene varios equipos de fútbol, a nivel benjamín, juvenil y sénior en categoría regional.

### Fiestas
Las fiestas patronales en honor a la Virgen se celebran en torno al 15 de agosto, y habitualmente abarcan desde el día 14, la víspera, hasta el día 18, el «Pobre de mí».
Fiestas patronales en honor a San Veremundo se celebran hacia el día 8 de marzo, para hacer honor al dicho popular: «Mientras el mundo sea mundo, el 8 de marzo San Veremundo».

### Ocio
El pueblo cuenta con instalaciones deportivas municipales para su uso durante todo el año. Pabellón Polideportivo, cuya pista polideportiva cubierta es usada para practicar diferentes modalidades de pelota, como pala, frontenis, pelota mano, etc., además de como cancha de fútbol-sala. También cuenta con una sala grande para multideporte: spinning, gimnasia de mantenimiento. Por otro lado también hay un gimnasio operativo.
Existen dos campos de fútbol de hierba artificial junto al polideportivo, uno de futbol-8 y otro de futbol-11 que es usado por las diferentes secciones del C.D. Ondalán, tanto en los entrenamientos como en las competiciones que desarrolla. 
Dos pistas cubiertas de pádel próximas al pabellón. 
Finalmente, las piscinas al aire libre se pueden usar en la temporada de verano, que abarca normalmente entre el 1 de junio y el 15 de septiembre.
El complejo deportivo se denomina "San Ginés"
También hay un frontón encima del ayuntamiento denominado "Rebote"